# 阿爾發城 (電影)
《阿爾發城》（法語：Alphaville: une étrange aventure de Lemmy Caution）是法國導演尚盧·高達於1965年執導的科幻黑色電影，獲得第15屆柏林影展金熊獎。

## 劇情
銀河外星系的阿爾發城是由巨型電腦「阿爾發60」進行統治，在獨裁治理下，居民一切的文化、藝術都被消滅，嚴格控制人類生活；Lemmy是一名前往暗殺阿爾發60發明者的特務，卻意外結識發明者的女兒並陷入熱戀。

## 外部連結
- 爛番茄上《阿爾發城》的資料（英文）
- 互联网电影数据库（IMDb）上《阿爾發城》的资料（英文）
- 豆瓣电影上《阿爾發城》的資料 （简体中文）
- AllMovie上《阿爾發城》的资料（英文）